# Aliance (film)
Aliance (v anglickém originále The Divergent Series: Allegiant) je americký romantický thrillerový film z roku 2016. Režie se ujal Robert Schwentke a scénáře Bill Collage, Adam Cooper a Noah Oppenheim. Původně bylo plánováno rozdělení filmu, inspirovaného posledním románem trilogie Divergence Veronicy Roth, do dvou částí, ale nakonec vznikl pouze jeden film. Hlavní role hrají Shailene Woodley, Theo James, Jeff Daniels, Miles Teller, Ansel Elgort, Zoë Kravitz, Maggie Q, Ray Stevenson, Bill Skarsgård, Octavia Spencer a Naomi Watts. Film je sequelem filmu Rezistence a bude ho následovat část Ascendant (části Aliance a Ascendant měly být původně nazvané Aliance - část 1 a Aliance - část 2). Film měl premiéru ve Spojených státech dne 18. března 2016 a v České republice dne 10. března 2016. Převážně si získal negativní recenze od kritiků, kteří kritizovali hlavně ztrátu originality a vývoj postav. Film vydělal pouhých 179 milionů dolarů, oproti jeho rozpočtu 142 milionům dolarů a znamenal tak velkou ztrátu pro studio. Neúspěch filmu vedl ke snížení rozpočtu čtvrtého a posledního filmu. Později bylo uvedení posledního dílu do kin zrušeno, bude uveden jako televizní film. Studio Lionsgate také přemýšlí o zpracování série jako seriál.

## Obsazení
- Shailene Woodley jako Beatrice „Tris“ Prior
- Theo James jako Tobias „Čtyřka“ Eaton
  - Ian Belgard jako mladá Čtyřka
- Miles Teller jako Peter Hayes
- Ansel Elgort jako Caleb Prior
- Zoë Kravitz jako Christina
- Jeff Daniels jako David
- Maggie Q jako Tori Wu
- Naomi Watts jako Evelyn Johnson-Eaton
- Octavia Spencer jako Johanna Reyes
- Bill Skarsgård jako Matthew
- Ashley Judd jako Natalie Prior
  - Anna Stevenson jako mladá Natalie
- Keiynan Lonsdale jako Uriah Pedrad
- Nadia Hilker jako Juanita "Nita"
- Ray Stevenson jako Marcus Eaton
- Daniel Dae Kim jako Jack Kang
- Mekhi Phifer jako Max
- Xander Berkeley jako Phillip
- Jonny Weston jako Edgar
- Joseph David-Jones jako Hollis
- Andy Bean jako Romit

## Produkce
V průběhu přípravy filmu se rozhodlo, že díl Aliance se rozdělí na dvě části. Později se produkce rozhodla, že druhému dílu dá unikátní název. V březnu 2015 bylo potvrzeno, že se v pokračování objeví všichni herci z předchozích filmů, společně s novými herci Jeffem Danielsem a Billem Skarsgårdem v rolích April a Maye.
Natáčení bylo zahájeno dne 18. května 2015 v Atlantě v Georgii. Během června se natáčelo v Lindale Mill v Lindale v Georgii. Některé scény se natáčeli v Chicagu v Illinois.

### Hudba
V prosinci roku 2015 bylo potvrzeno, že se Joseph Trapanese vrátí a vytvoří hudební podklad k filmu. První skladba ze soundtracku „Scars“ od Tove Lo, Jakoba Jerlströma a Ludviga Söderberga byla vydána dne 19. února 2016 jako singl.

### Promo
První teaser trailer byl vydán dne 15. září 2015. V listopadu byl vydán celý trailer. Další trailer byl vydán dne 22. ledna 2016.

## Přijetí

### Tržby
Film vydělal 66,2 milionů dolarů v Severní Americe a 113,1 milionů dolarů v ostatních oblastech, celkově tak vydělal 179,2 milionů dolarů po celém světě. Rozpočet filmu činil 142 milionů dolarů. Za první víkend docílil druhé nejvyšší návštěvnosti, kdy vydělal 29 milionů dolarů.

### Recenze
Na recenzní stránce Rotten Tomatoes získal z 172 započtených recenzí 12 procent s průměrným ratingem 4,1 bodů z deseti. Na serveru Metacritic snímek získal z 33 recenzí 33 bodů ze sta. Na Česko-Slovenské filmové databázi si snímek drží 55 procent.

### Ocenění a nominace
| Ocenění                         | Kategorie                              | Nominovaný                    | Výsledek  |
| ------------------------------- | -------------------------------------- | ----------------------------- | --------- |
| Zlatá malina                    | Nejhorší herečka                       | Naomi Watts                   | nominace  |
| Zlatá malina                    | Nejhorší herečka                       | Shailene Woodley              | nominace  |
| Hollywood Music in Media Awards | Nejlepší skladba – Sci-Fi/Fantasy film | "Scars" – Tove Lo             | nominace  |
| Teen Choice Awards              | Nejlepší akční film                    | Aliance                       | nominace  |
| Teen Choice Awards              | Nejlepší herec: akční film             | Theo James                    | nominace  |
| Teen Choice Awards              | Nejlepší herečka: akční film           | Shailene Woodley              | vítězství |
| Teen Choice Awards              | Nejlepší filmová chemie                | Shailene Woodley & Theo James | nominace  |
| Teen Choice Awards              | Nejlepší polibek                       | Shailene Woodley & Theo James | nominace  |
| Teen Choice Awards              | Zloděj scén                            | Miles Teller                  | nominace  |

## Franchise

### Zrušení čtvrtého filmu
Druhá část knihy Aliance měla být původně ukončit filmovou sérii a premiéra byla plánovaná na 24. března 2017 a později 9. června 2017. Lee Toland Krieger měl film režírovat, poté co Robert Shwentke od projektu odešel.

### Ascendant (seriál)
V červenci 2016 poté co film Aliance propadl u diváků bylo oznámeno, že společnost Lionsgate raději vydá poslední film jako TV film a následovně začne pracovat na spin-offovém seriálu. Do obou projektů by přidal nové postavy, které se neobjevily v knize. V únoru roku 2017 bylo potvrzeno, že poslední díl bude mít televizní premiéru. Shailene Woodley se v pokračování neobjeví. V srpnu 2017 bylo oznámeno, že společnosti Starz a Lionsgate Television začínají pracovat na produkci televizního seriálu. V roce 2018 společnost Starz oznámila, že na projektu již nepracují.